# Sýčina
Sýčina (nářečně Sejcina) je vesnice v okrese Mladá Boleslav, část města Dobrovice. Nachází se asi dva kilometry západně od Dobrovice, na úpatí Chloumeckého hřbetu. 

## Historie
První písemná zmínka o vesnici pochází z roku 1352.
Od roku 1850, kdy vznikly obce jako samosprávné celky, byla Sýčina samostatnou obcí (pod názvem Sýčin).[zdroj⁠?!] V roce 1869 byla součástí obce Nepřevázka. Od roku 1880 byla znovu samostatnou obcí, i když v některých letech pod názvy Sejcín, Sejčín a Sýčín. Od 1. ledna 1980 je součástí města Dobrovice.

## Pamětihodnosti
- Kostel svatého Václava je stavba se třemi věžemi z roku 1571, kterou nechal vystavět Jiří Cetenský z Cetně. K barokní přestavbě došlo podle plánů Františka Ignáce Préea v roce 1736. Pod jižní věží se nachází hrobka Maxmiliána Thurn-Taxise a jeho ženy Marie Eleonory roz. z Lobkovic z roku 1834.[5]